# Dichrostachys cinerea
Dichrostachys cinerea is een soort uit de vlinderbloemenfamilie (Fabaceae). De soort is een semi-groenblijvende tot groenblijvende boom en komt voor in India en op het eiland Sri Lanka. De boom groeit in droge loofbossen en struikgewas, tot op een hoogte van 17 meter.